# Albert Lancaster Lloyd
Albert Lancaster Lloyd (Londen, 29 februari 1908 - Greenwich, 29 september 1983) is een van de grote figuren in de geschiedenis van de Engelse volksmuziek/folk.
Lloyds vroegste herinnering aan het ouderlijk huis in Sussex is het gezamenlijk zingen van zijn ouders en van de in hun nabijheid kamperende travellers. Zijn ouders zijn vroeg overleden en als zestienjarige ging hij in 1924 naar Australië als assisted migrant, zijn passage werd betaald door het British Legion. Lloyd verbleef 9 of 10 jaar in New South Wales, Australië, voornamelijk als werker bij de schapenboeren.
Het werk boeide hem niet bovenmatig en zo besloot hij zich te ontwikkelen en bracht veel uren door in The Sydney Public Library. Een van zijn eerst verworven boeken op het gebied van de lokale zangtraditie was A. B. Paterson's Old Bush Songs, eerste druk 1904.
Vroeg in 1934 verliet Lloyd Australië en werd schaapherder in Transvaal, Zuid-Afrika. Dat duurde maar kort en hij ging terug naar Engeland. Hij ging toen talen studeren; volgens een vriend verzamelde Lloyd talen zo vlot als een ander postzegels verzamelde. Intussen was hij in 1936 lid van de Communistische Partij geworden en verdeelde zijn tijd ook over het bestuderen van de Engelse volksmuziek en folklore. In de leeszaal van het British Museum nam hij alle beschikbare song-books door en een van zijn favorieten was het boek van Cecil Sharp, The English Folksong.
Lloyd werd later een van de oprichters van Topic Records en was dan ook een belangrijke medewerker aan dit label op het gebied van volksliederen, folk en andere uitingen van folklore. Buiten zijn soloalbums is hij als zanger ook te horen op een groot aantal andere albums met muzikanten en groepen.

## Discografie
- English Drinking Songs, Riverside Records (USA) lp, 1961. Cd Reissue: Topic records
- England and Her Folk Songs (A Selection From The Penguin Book), with Alf Edwards, Collector Records (UK) 7" ep
- First Person (Some Of His Favourite Folk Songs), Topic Records (UK) lp, 1966
- The Best Of A.L. Lloyd, Xtra (UK) lp, 1966.
- Leviathan, Topic Records (UK) lp, 1967. Cd reissue: Topic Records
- The Great Australian Legend: A Panorama of Bush Balladry and Song, Topic Records (UK) lp, met Trevor Lucas en Martyn Wyndham-Read

### Met Ewan MacColl
- The English and Scottish Popular Ballads 9 Volumes, Washington Albums, 1952
- Thar She Blows! (Whaling Ballads and Songs), Riverside Records (USA) lp
- English and Scottish Folk Ballads, Topic Records (UK) lp, 1964
- Bold Sportmen All, Topic Records (UK) 10", 1958. Cd reissue: Topic Records
- Gamblers and Sporting Blades (Songs Of The Ring and the Racecourse), Topic Records (UK) 7" ep, 1962
- A Sailor's Garland, Xtra Records (UK) lp, 1966
- Blow Boys Blow (Songs of The Sea), Tradition Records (USA) lp, 1967. Cd reissue: Tradition, 1996

### Compilatiealbums en medewerking door Lloyd
- Blow The Man Down, Topic Records (UK) 7" ep, 1956
- The Iron Muse (A Panorama of Industrial Folk Music), Topic Records (UK) lp, 1963
- Farewell Nancy (Sea Songs and Shanties), Topic Records (UK) lp, 1964
- The Bird In The Bush (Traditional Erotic Songs) , Topic Records (UK) lp, 1966
- Singing The Fishing - A Radio Ballad, Argo Records (UK) lp, 1967
- The Valiant Sailor (Songs & Ballads of Nelosn's Navy), Topic Records (UK) lp, 1973
- Sea Shanties, Topic Records (UK) lp, 1974
- The Transports A Ballad Opera by Peter Bellamy, Free Reed (UK) dubbel-lp, 1977
- Topic Sampler No. 1 - Folk Songs, Topic Records (UK) lp
- Topic Sampler No. 2 - Folk Songs, Topic Records (UK) lp
- Topic Sampler No. 3 - Men At Work, Topic Records (UK) lp
- Topic Sampler No. 6 - A Collection Of Ballads & Broadsides, Topic Records (UK) lp
- Topic Sampler No. 7 - Sea Songs & Shanties, Topic Records (UK) lp

### Opgenomen en geredigeerd door Lloyd
- Folk Music of Bulgaria, Topic Records (UK) lp, 1964
- The Music of Albania, Topic Records (UK) lp, 1966
- Traditional Songs, Re-release of Topic recordings 1994 Fellside LC5382

- Bibsys: 90139875
- Bibliothèque nationale de France: cb140005619 (data)
- Catàleg d'autoritats de noms i títols de Catalunya: 981058513014606706
- Gemeinsame Normdatei: 11810473X
- International Standard Name Identifier: 0000 0001 1442 6529
- Library of Congress Control Number: n50050601
- Nationale Bibliotheek van Letland: 000197717
- MusicBrainz: 03c06e76-fc28-4fff-88c6-e4ac43f34c0f
- Nationale Bibliotheek van Tsjechië: xx0095355
- Nationale Bibliotheek van Israël: 987007277056005171
- Nationale Bibliotheek van Polen: a0000001712748
- Nederlandse Thesaurus van Auteursnamen: 254901670
- Istituto Centrale per il Catalogo Unico: DDSV031079
- LIBRIS: 372993
- SNAC: w6zj04wb
- Système universitaire de documentation: 087753499
- Trove: 1292774
- Virtual International Authority File: 42036338
- WorldCat: E39PBJgxqbVgttYqw6yfv7FFrq